# نادي ماريهامن
نادي ماريهامن لكرة القدم (IFK Mariehamn) هو نادي كرة قدم فنلندي، تأسس سنة 1919.

## وصلات خارجية
- الموقع الرسمي